# 江热寺
江热寺，位于西藏自治区当雄县公塘乡拉根多村，是一座藏传佛教格鲁派寺院。

## 简介
江热寺距当雄县城8公里。1779年由六世班禅创建，属于格鲁派。该寺主供巴旦拉姆佛，没有活佛。历史上，该寺僧人最多时达23名。1986年，该寺经当雄县人民政府批准修复开放。1998年，对该寺进行了爱国主义教育，开展教育前该寺有僧人4名，开展教育后该寺隶属康玛寺管理委员会管理。该寺自修复开放后，一直未出现过政治问题。